# 見登
見登（けんと、キョンドゥン、生没年不詳）は、奈良時代の華厳宗の僧。出自については不詳。

## 概要
審祥と同様に、「新羅学生」の呼称があり、「新羅出身」とも、「新羅へ留学した学僧」とも解釈される。一方で新羅の文献には記録が残っていない。著作『華厳一乗成仏妙義』では、金鐘山寺の良弁を師と称し、東大寺寿霊の『華厳五教章指事』を引用し、早くから日本で活動していることがうかがえる。『華厳一乗成仏妙義』では、唐代華厳宗の智儼や法蔵の著作、義湘と弟子の問答集『華厳経問答』、『新羅記（青丘記）』を引用し、法蔵には「香象」、義湘には「相徳」といった尊称を用いる一方、元暁については『劫義』を引用するにとどまっている。